# 楔叶菊
楔叶菊（学名：Dendranthema naktongense）为菊科菊属的植物。分布在朝鲜、俄罗斯以及中国大陆的吉林、辽宁、河北、内蒙古、黑龙江等地，生长于海拔1,400米至1,720米的地区，一般生于草原，目前已由人工引种栽培。

## 异名
- Chrysanthemum naktongense Nakai